# Park stanowy Cunningham Falls

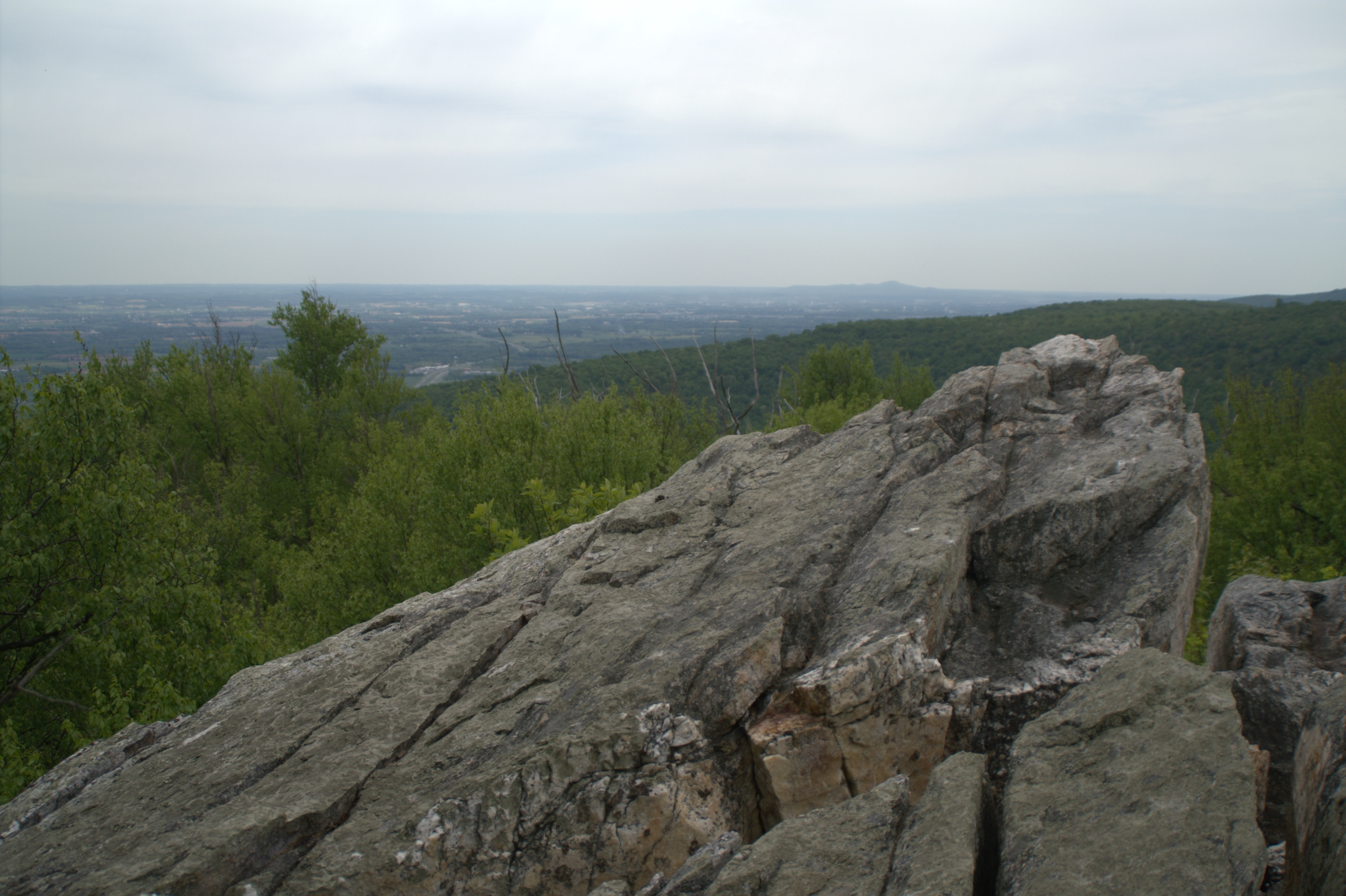
Widok z South Bob's Hill Overlook (538 m n.p.m.) w parku stanowym Cunningham Falls

Park stanowy Cunningham Falls (ang. Cunningham Falls State Park) to park stanowy w amerykańskim stanie Maryland, założony w roku 1954. Park położony jest w hrabstwie Frederick, około 15 mil (24 km) na północ od miasta Frederick. Park ma powierzchnię 4946 akrów (20,02 km²). Do głównych atrakcji parku należą wodospady Cunninghama (Cunningham Falls), najwyższy wodospad w Maryland o wysokości 78 stóp (23.8 m), od którego pochodzi nazwa parku, jezioro o powierzchni 43 akrów (0,17 km²) oraz historyczne ruiny XVIII-wiecznego pieca żelaza (Catoctin Iron Furnace). Park graniczy także z innymi terenami chronionymi, m.in. na północy z parkiem góry Catoctin (Catoctin Mountain Park).

## Historia
Przed przybyciem pierwszych Europejczyków, tereny parku stanowego Cunningham Falls stanowiły obszar wykorzystywany przez wiele małych plemion Indian północno-amerykańskich do polowania oraz połowu ryb. Powszechnie uważa się, że nazwa góry Catoctin, na której znajdują się tereny parku wywodzi się od plemienia Kittoctonów, którzy niegdyś zamieszkiwali tereny u podnóża góry w pobliżu rzeki Potomak.

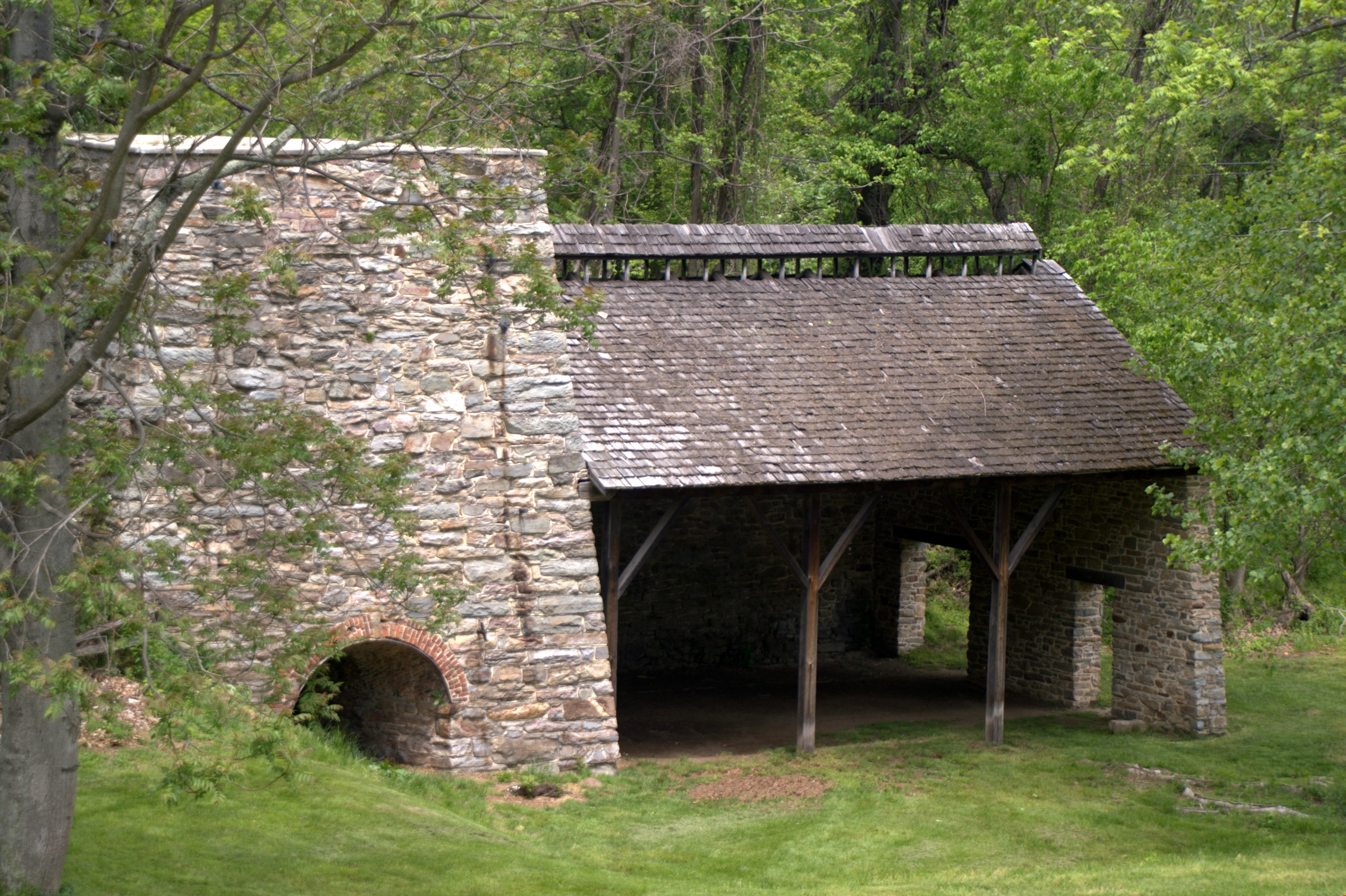
Pozostałości Catoctin Iron Furnace (Isabella) w parku stanowym Cunningham Falls

Pierwsi osadnicy używali drewna z okolicznych lasów do produkcji węgla drzewnego, którego potrzebował pobliski piec żelaza (Catoctin Iron Furnace). Wybudowany w 1778 roku piec dostarczał żelaza między innymi Armii Kontynentalnej George'a Washingtona. Spośród trzech wybudowanych pieców, tylko jeden, znany jako Isabella i wybudowany w 1858 roku, przetrwał do czasów współczesnych.
Lata niekontrolowanego wyrębu lasu doprowadziły do jego zniszczenia. W 1936 roku rząd federalny postanowił zakupić ponad 10 tysięcy akrów (40 km²) ziemi w tym regionie i utworzył obszar demonstracyjno-rekreacyjny Catoctin (Catoctin Recreational Demonstration Area), aby udowodnić możliwość odtworzenia terenów leśnych zniszczonych przez przemysł. Civilian Conservation Corps oraz Works Progress Administration, zwalczające bezrobocie programy federalne stworzone w czasie Wielkiej Depresji, wybudowały w tym okresie większość obiektów rekreacyjnych parku.
W roku 1954 obszar ten został podzielony na dwa parki. Około 5 tysięcy akrów (20 km²) ziemi na północy stanowi obecnie zarządzany przez National Park Service park góry Catoctin (Catoctin Mountain Park), podczas gdy pozostałe 5 tysięcy akrów (20 km²) zostało przekazane stanowi Maryland, gdzie ustanowiono park stanowy Cunningham Falls.

## Wodospady Cunningham Falls

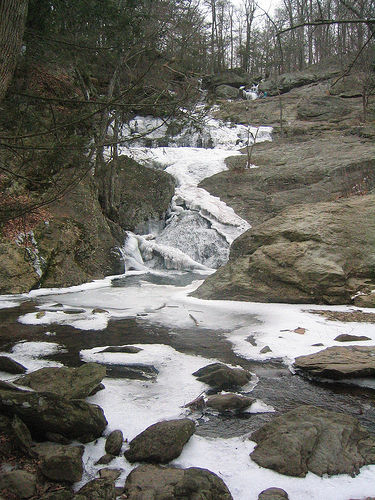
Częściowo zamarznięte wodospady Cunningham Falls zimą

Nazwa parku pochodzi od malowniczego wodospadu Cunninghama (Cunningham Falls). Wysoka na 78 stóp (23.8 m) kaskada jest najwyższym wodospadem w stanie Maryland. Do wodospadów, które miejscowa społeczność nazywa McAfee Falls, można dotrzeć krótkim szlakiem o długości 0.25 mili (400 m), który przystosowany jest także dla osób niepełnosprawnych.

## Flora i fauna
Park stanowy Cunningham Falls jest ostoją dla licznych gatunków zwierząt i roślin. Do najczęściej spotykanych ssaków należą jelenie wirginijskie, lisy, wiewiórki, szopy, skunksy, pręgowce, oraz wiele innych gatunków. W parku żyją także niedżwiedzie czarne. W parku znajduje schronienie także wiele gatunków ptaków, między innymi dzikie indyki, oraz wiele innych mniejszych zwierząt, jak salamandry, scynki oraz wiele gatunków motyli. Wiosną popularnym zajęciem odwiedzających jest fotografowanie kwitnących dereni oraz kalmi szerokolistych. Spektakularne jesienne kolory lasów także przyciągają rzesze turystów.

## Rekreacja na terenie parku
Park składa się z trzech odrębnych części, które pełnią różne funkcje rekreacyjne. Położona w północno-zachodniej części parku William Houck Area zawiera kemping, jezioro Hunting Creek Lake o powierzchni 43 akrów (0,17 km²), przy którym znajdują się trzy strzeżone plaże oraz wypożyczalnia kajaków. Po wykupieniu odpowiednich pozwoleń, w sezonie w parku dozwolone jest także polowanie oraz wędkarstwo. W tej części parku znajduje się także wodospad Cunninghama. Położona we wschodniej części parku Manor Area przeznaczona jest głównie do organizacji pikników. W pobliżu znajdują się też mające znaczenie historyczne ruiny pieca Catoctin Iron Furnace.
W obrębie parku znajduje się rozbudowana sieć szlaków turystycznych, wśród nich 9 mil (14,5 km) z 26,5 mil (42,6 km) szlaku Catoctin (Catoctin Trail), który jest odnogą Szlaku Appalachów. Szlak ten wiedzie z parku stanowego Gambrill na południu przez las miejski miasta Frederick i park stanowy Cunningham Falls do znajdującego się na północy parku góry Catoctin (Catoctin Mountain Park), skąd można przejść dalej na Szlak Appalachów.